# Pez (groupe)
Pour les articles homonymes, voir Pez (homonymie).
Pez est un groupe argentin de rock. Il est formé en 1993 par Ariel Gustavo Sanzo (Ariel Minimal), seul membre originel du groupe encore en activité, accompagné du bassiste Gustavo « Fósforo » García, et du batteur Franco Salvador (membres stables depuis 1996). En 2024, Pez compte 19 albums studio, et est l'un des groupes les plus respectés de la scène underground argentine. Le groupe est structuré en trio, mais il connait différentes étapes avec différents nombres de membres.

## Histoire

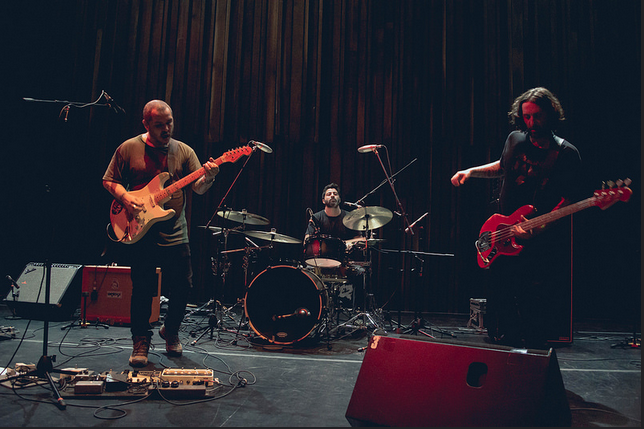
Pez en 2015 au Centro Cultural de España au Mexique.

Pez est formé en décembre 1993 lorsque Ariel Minimal, qui avait fait partie de groupes de renommée et de style variés dans l'underground argentin (dont le plus connu était Martes Menta), rencontre Alejandro Alez et Pablo Poli Barbieri, qui l'accompagnaient depuis de nombreuses années. Barbieri l'avait accompagné à la fin des années 1980 dans un autre groupe appelé Descontrol. Cette proposition est « un trio de hard et de rock expérimental » qui depuis le début de l'année 1994, se produit en concert aux côtés de groupes tels que Peligrosos Gorriones, Los Brujos, Porco et Massacre.
Le groupe, dans un grand moment, continue d'incuber des projets d'enregistrement Parmi ceux-ci, le premier à sortir fin octobre 2007 est le dixième album studio du groupe, Los Orfebres, enregistré les 28 et 29 août 2007 aux Estudios ION par Mauro Taranto.
En juillet 2012, le claviériste Leopoldo « Pepo » Limeres quitte Pez, ramenant ainsi le groupe à son format initial, le trio. En 2015, ils reçoivent le prix Konex comme l'un des 5 meilleurs groupes de rock de la dernière décennie en Argentine.
En avril 2018, des allégations anonymes d'abus sexuels à l'encontre de 2 membres du groupe surgissent, ce qui génère une série de conflits. Le groupe nie les accusations, mais suspend les concerts prévus et se retire des réseaux et des scènes pendant un certain temps. En septembre 2018, il revient jouer,. Les allégations causent une grande perte de fans et de fidèles qui décident d'arrêter de suivre le groupe. Les réunions de Pez sont pendant un certain temps des moments de discussion et de réflexion au lieu d'heures de répétition.
En 2019 sort l'album Kung Fu album qui se distingue par de son style pop rock et ses paroles exprimant les problèmes que les allégations d'abus sexuels ont provoqués dans le groupe, entièrement composées et écrites par le guitariste Ariel Sanzo. Il y a une réversion de la chanson El Almaherida de Flopa Manza Minimal, chantée par Mimi Maura.
En 2021, le groupe continue de souffrir de complications mais reprend ses concerts. Ils sortent le remastering de Frágilinvencible et une autre chanson d'avance pour le prochain album intitulé Hasta que no lo perdés no lo extrañás. Après 27 ans, sur le point de se produire pour la première fois à l'important et célèbre Estadio Obras Sanitarias le 1er mai 2021 en plein air le concert est interrompu par de nouvelles restrictions imposées par le gouvernement argentin en raison de la nouvelle vague de contagions de la pandémie de Covid-19.

## Discographie
- 1994 : Cabeza (album studio)
- 1996 : Quemado
- 1998 : Pez
- 2000 : Frágilinvencible
- 2001 : Convivencia sagrada
- 2002 : El sol detrás del sol
- 2004 : Folklore
- 2005 : Para las almas sensibles
- 2006 : Hoy'
- 2007 : Los orfebres
- 2009 : El Porvenir
- 2010 : Pez
- 2010 : ¡Viva Pez! (album live)
- 2011 : Volviendo a las cavernas
- 2013 : Nueva era, viejas mañas
- 2014 : El manto eléctrico
- 2016 : Rock Nacional
- 2017 : Pelea al horror
- 2014 : Rodar Nebbia y Pez
- 2018 : Banda de covers
- 2018 : Banda de covers (en vivo) (album live)
- 2019 : Kung Fu
- 2015 : Una noche en el ópera (album live)
- 2021 : Acariciar el fuego
- 2023 : Ion